# Geneva (Minnesota)
Pour les articles homonymes, voir Geneva.
Geneva est une localité du comté de Freeborn, dans l’État du Minnesota, aux États-Unis.  Sa population s’élevait à 555 habitants lors du recensement de 2010, estimée à 538 habitants en 2016. La ville se trouve à l'extrémité nord du Geneva Lake.